# إلي ليفي
إلي ليفي (بالفرنسية: Élie Lévy)‏ هو عسكري وطبيب وجاسوس فرنسي، ولد في 29 أغسطس 1895 في كومبيين في فرنسا، وتوفي في 24 يناير 1945 في بولندا.